# DOM Inspector

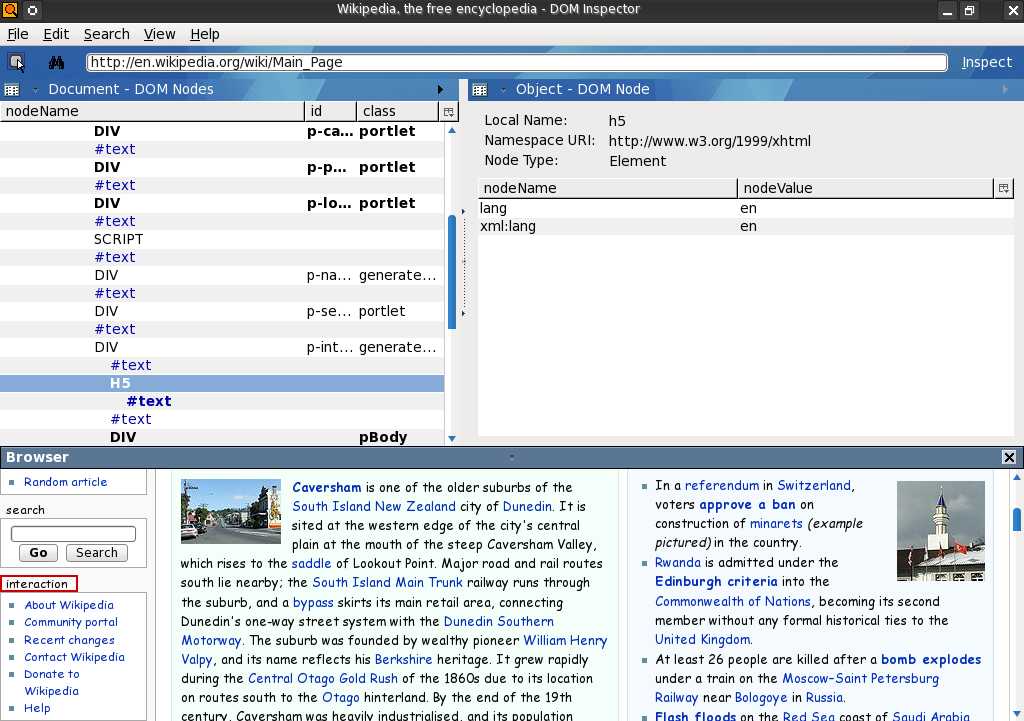
DOM Inspector檢測維基百科首頁

DOM Inspector是Mozilla基金會旗下的文档对象模型调试工具，最初由喬·休伊特（Joe Hewitt）创建。从Mozilla Application Suite中獨立出来后，主要以擴充套件形式存在，支援Mozilla Firefox、Mozilla Thunderbird、Mozilla Sunbird、Firefox for mobile且是SeaMonkey的默认组件。
其主要目标是查看、浏览和编辑HTML及XML文本的文档对象模型。其检查的对象覆盖了内容页、隐形窗口乃至XUL应用。
几乎所有主流浏览器都有类似的工具，如Opera的Dragonfly、Safari的Web Inspector、Internet Explorer的Develeper Toolbar、Google Chrome的Inspector，以及Firefox 10新近引入的Inspector，但DOM Inspector是唯一一个也适用于非浏览器的。

## 外部連結
- Firefox Add-ons上的DOM Inspector